# Ascodichaena rugosa

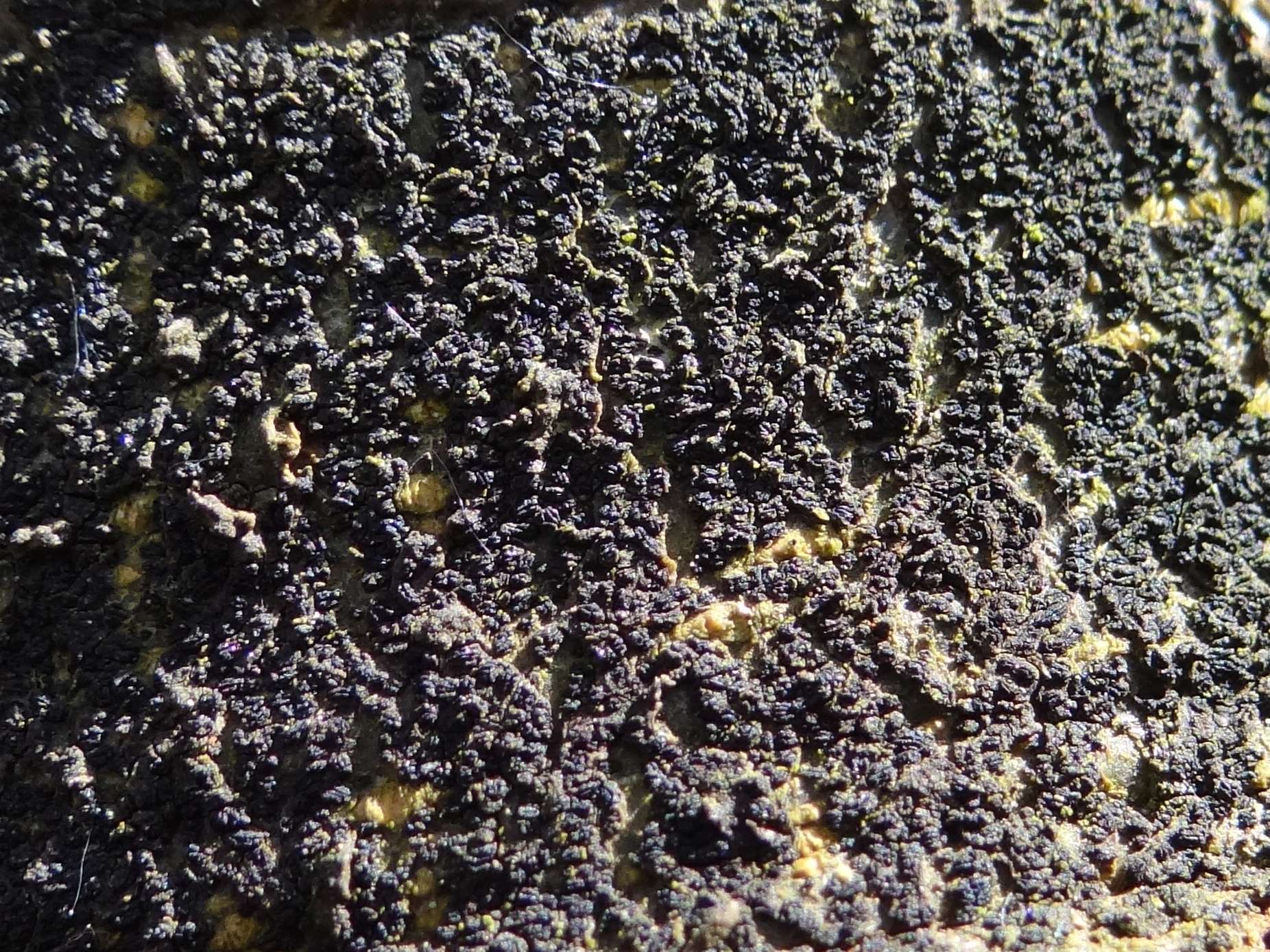
Owocniki na pniu buka

Ascodichaena rugosa  Butin – gatunek grzybów z typu workowców (Ascomycota). 

## Systematyka i nazewnictwo
Pozycja w klasyfikacji według Index Fungorum: Ascodichaenaceae, Rhytismatales, Leotiomycetidae, Leotiomycetes, Pezizomycotina, Ascomycota, Fungi.
Po raz pierwszy zdiagnozowany został przez Karola Linneusza jako Lichen rugosus w 1753 r. Później zaliczany był do różnych rodzajów (Dichaena, Heterographa, Hysterina, Hysterium, Opegrapha, Phloeoscoria, Polymorphum, Psilospora, Radulum, Schizoderma, Verrucaria. Teleomorfa po raz pierwszy zdiagnozowana została w 1977 r. we Francji na dębie bezszypułkowym.
Ma ponad 30 synonimów. Niektóre z nich.
- Dichaena faginea (Pers.) Sacc. 1883
- Opegrapha faginea Pers. 1794
- Opegrapha rugosa (F.H. Wigg.) Schaer. 1823
- Phloeoscoria faginea (Pers.) Wallr. 1825
- Schizoderma fagineum (Pers.) Chevall. 1826

## Morfologia i rozwój
Rozwija się na korze drzew. Jest pospolity, ale głównie na bukach, gdzie występuje w postaci anamorfy. Na korze buków występuje w rozproszeniu, lub tworzy gęste skupiska. W Magurskim Parku Narodowym (MPN) stwierdzono jego występowanie na 8,6% buków, głównie na szyjce korzeniowej i dolnej części pnia do wysokości około 2 m, częściej na północnej stronie pni. Na dębie występuje bardzo rzadko, ale w postaci teleomorfy. Rozwija się ona latem, spermogonia dojrzewają w ciągu około 1- 2 miesięcy. Na buku pyknidia wytwarzane są sukcesywnie co roku na tej samej podkładce. 
W trakcie badań prowadzonych w MPN, Piotr Rojek zauważył, że będący szkodnikiem buków czerwiec Cryptococcus fagisuga unika miejsc zasiedlonych przez Ascodichaena rugosa. Grzyb ten chroni więc pień buka przed atakiem tego szkodnika.

## Występowanie
Znany jest głównie w Europie, w tym również w Polsce. Poza Europą notowany na nielicznych stanowiskach w Chile i w Kanadzie.